# أذركين
الأذركين (بالإنجليزية: Otherkin، بمعنى: النوع الآخر) هم ثقافة فرعية يُعرّفون اجتماعيًا وروحيًا أنهم ليسوا بشريين بالكامل. يدّعي بعض الأذركين أن هويتهم وراثية، بينما يعتقد بعضهم الآخر أن هويتهم تُستمد من التناسخ، أو اضطراب الروح العابر للأنواع، أو الأسلاف، أو الاستعارة. يعتبر جوزيف بّي. لايكوك، وهو أستاذ مساعد في الدراسات الدينية بجامعة ولاية تكساس، هذا الاعتقاد دينيًا.

## الوصف
يُعرّف الأذركين أنفسهم إلى حد كبير كمخلوقات أسطورية، ويُعرّف بعضهم الآخر أنفسهم كمخلوقات خيالية أو من الثقافة الشعبية. تشمل الأمثلة عليهم: الملائكة، والشياطين، والتنانين، والجان، والجنيات، والعفاريت، والمخلوقات الفضائية. والشخصيات الكرتونية يؤمن الكثير من الأذركين بوجود العديد من العوالم المتوازية، ويُعد إيمانهم بوجود كائنات خارقة للطبيعة أو عاقلة غير بشرية أساس هذه الفكرة. يعتبر بعض الأذركين نفسه جزءًا من حركة هوية «المتحولون» الأكبر، إذ يعتبرون أنفسهم «أنواعًا متحولة».
بالنسبة لمجتمعاتهم على الإنترنت، يعمل الأذركين إلى حد كبير دون هياكل سلطة رسمية، ويركزون غالبًا على الدعم وجمع المعلومات، ينقسمون غالبًا إلى مجموعات أكثر تحديدًا استنادًا إلى النوع. تُعقد أحيانًا تجمعات واقعية، ولكن تُعد شبكة الأذركين ظاهرة على الإنترنت غالبًا.
يدعي الأذركين أنهم متعاطفون ومنسجمون مع الطبيعة بشكل خاص، ويزعم البعض أنهم قادرون على تحويل شكلهم عقليًا أو فلكيًا، ما يعني أنهم يشعرون بأنهم في شكلهم الخاص بينما لا يتغير جسدهم فعليًا.
ترتبط الثقافات الفرعية للإنسان الحيوان ومصاصي الدماء بمجتمع الأذركين، ويعتبرها معظم الأذركين جزءًا منه، لكنها حركات متميزة ثقافيًا وتاريخيًا، رغم بعض التداخلات في العضوية.

## أصل الكلمة
عُرّفت كلمة «Otherkin» كصفة في معجم الإنجليزية الوسطى (1981) وتعني «نوع مختلف أو إضافي من، أو أنواع أخرى من».
ظهر أول استخدام مسجل لمصطلح أذركين، في سياق الثقافة الفرعية، في يوليو 1990 وأُبلغ عن أذركين مختلف في وقت مبكر من أبريل 1990. صِيغت كلمة «otherkind» (نوع آخر) في البداية من كلمة «elfinkind» (نوع الجان) للإشارة إلى الأنواع الأخرى غير الجان التي انضمت المجتمعات.

## لمحة تاريخية
نشأت الثقافة الفرعية للأذركين من مجتمعات الجان على الإنترنت منذ أوائل حتى منتصف التسعينيات.
يعتبر موقع Elfinkind Digest الإلكتروني أقدم مصدر على الإنترنت للأذركين، وهو عبارة عن قائمة بريدية أنشأها طالب في جامعة كنتاكي لـ «الجان والمراقبين المهتمين» عام 1990. وفي أوائل التسعينيات أيضًا، حصلت مجموعات إخبارية مثل alt.horror.werewolves و alt.fan.dragons على يوزنت، أُنشئت في البداية لعشاق هذه المخلوقات في سياق أدب وأفلام الخيال والرعب، على متابعة الأفراد الذين عرّفوا أنفسهم ككائنات أسطورية.
في 6 فبراير 1995، نُشرت وثيقة بعنوان «بيان أمة الجان» على يوزنت، شملت مجموعتي alt.pagan وalt.magick. اتصل عدد كاف من الأشخاص بالمؤلف الأصلي لمنشور أمة الجان بحسن نية للحصول على قائمة بريدية موجهة ليرسل منها البيان.

## وصلات خارجية
- أذركين على مشروع الدليل المفتوح